# Darren Fletcher
Darren Barr Fletcher, škotski nogometaš in trener, * 1. februar 1984, Edinburgh, Škotska.
Fletcher je v svoji karieri igral za Manchester United, West Bromwich Albion in Stoke City ter škotsko reprezentanco.